# Kuzma Minin
Kuzmá (Kozmá) Mínin (em russo:  Кузьма (Козьма) Минин; nome completo Kuzmá Mínich Zakháriev-Sukhorúky, em russo:  Кузьма Минич Захарьев Сухорукий; morto em 1616) foi um comerciante russo de Nizhny Novgorod, no Império Russo, que, junto com o príncipe Dmitry Pozharsky, tornou-se um herói nacional por seu papel na defesa do país contra a invasão da República das Duas Nações no início do século XVII, pondo fim ao Tempo das Dificuldades.
Um nativo de Balakhna, Minin era um açougueiro próspero na cidade de Nizhny Novgorod. Quando o movimento popular patriótico passou a organizar corpos de voluntários em sua cidade natal, os comerciantes escolheran Minin, um membro confiável e respeitado da guilda, para supervisionar o manejo dos fundos públicos doados por eles para levantar e equipar o Segundo Exército Voluntário (em russo:  Второе народное ополчение).